# Fibeln vom Mittellatèneschema

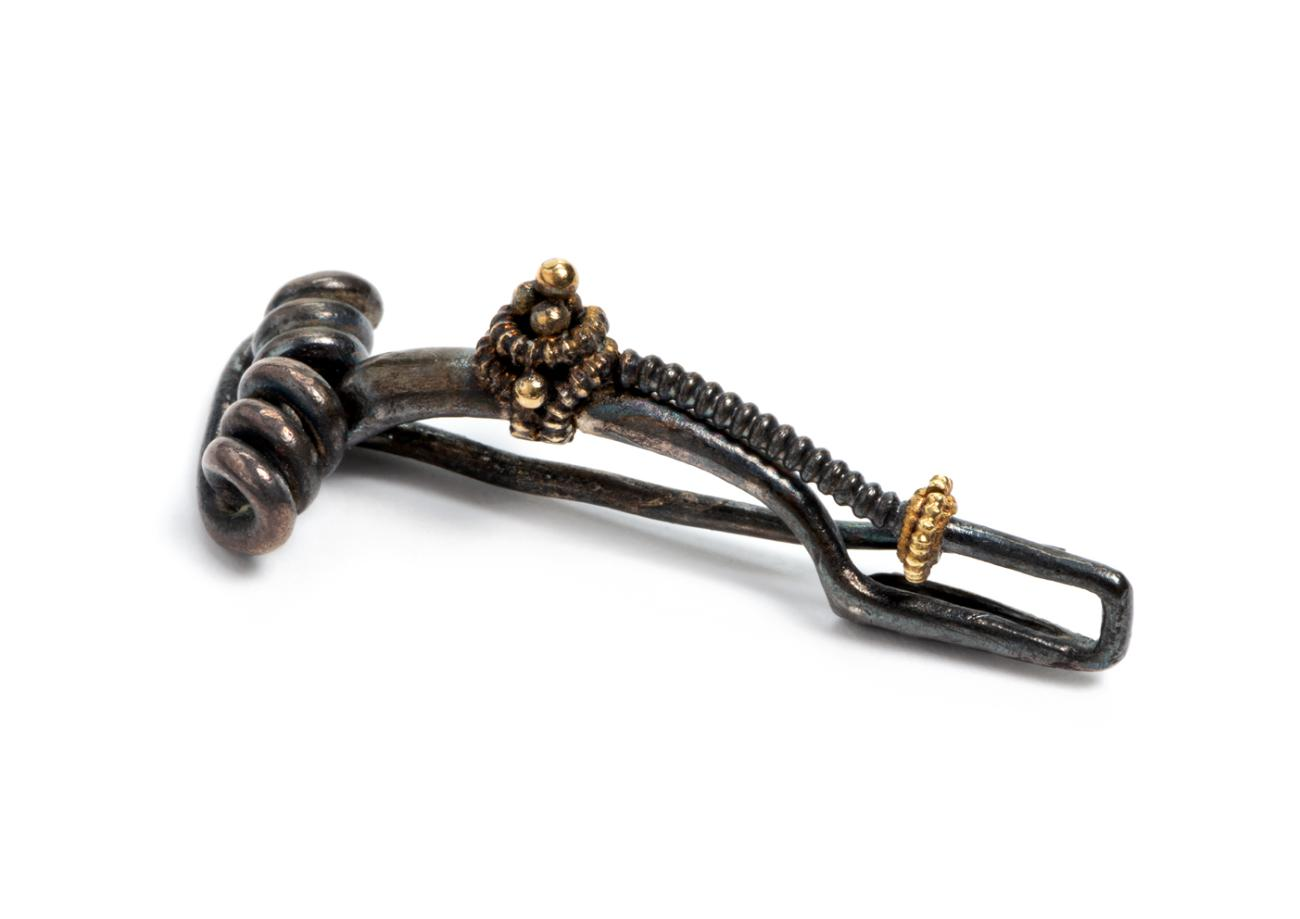

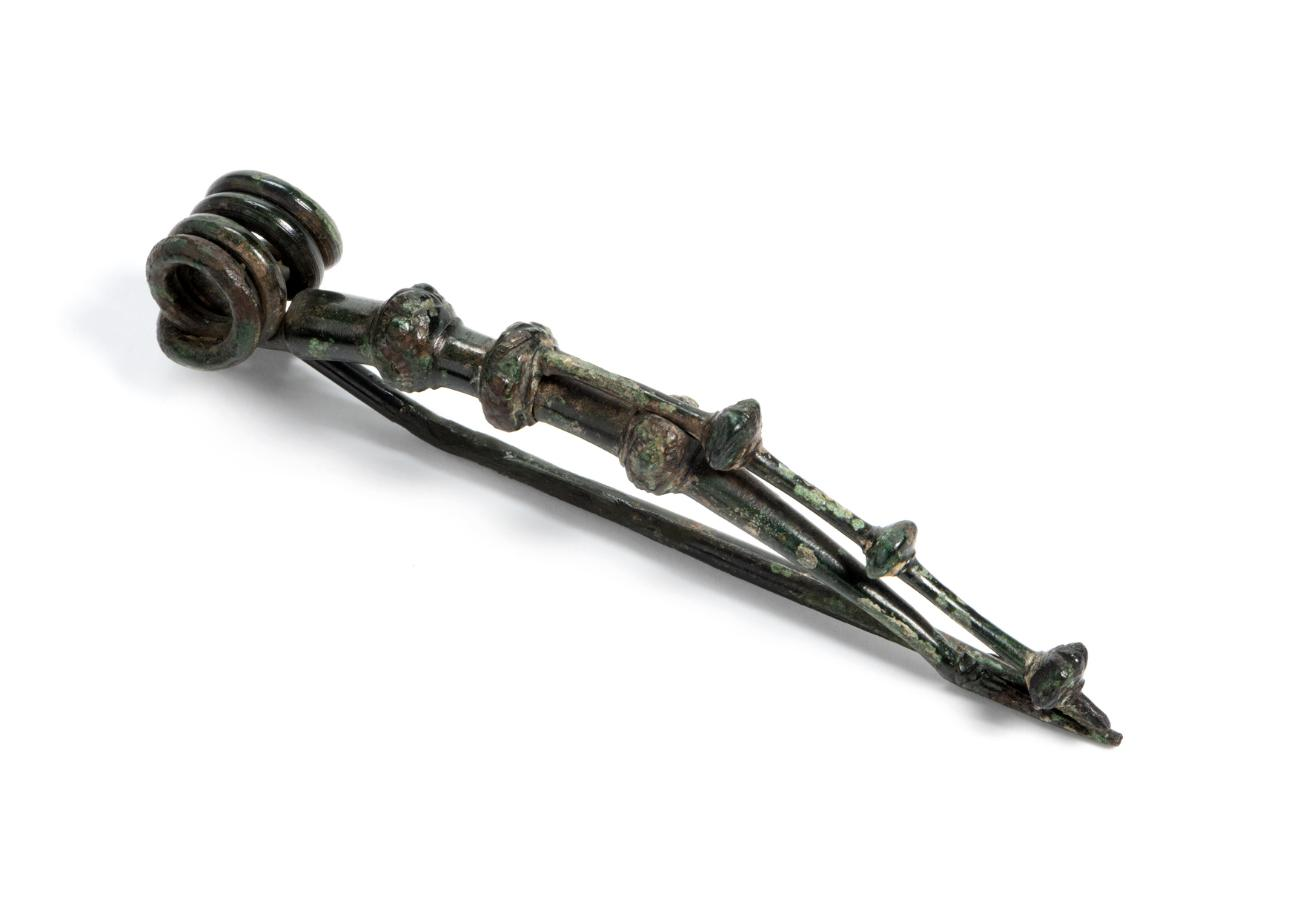
Fibel vom Mittellatèneschema

Fibel vom Mittellatèneschema ist die gebräuchliche und wertneutrale Bezeichnung für eine bestimmte Art des Fibelaufbaus, ohne zunächst etwas über die Zeitstellung der dem Schema unterworfenen Fibeln auszusagen.
Otto Tischler stellte im Jahr 1885 erstmals Fibeln vom Mittellatèneschema heraus.
Für die Mittellatènezeit (also Lt C, ca. 260 – 120 v. Chr.) und Fibeltypen dieses Zeithorizonts erkannte Tischler als wesentliches Merkmal eine Hülse (oder ein anderes Glied), die das Schlussstück des Fußes mit dem Bügel verbindet. Eine erste Zusammenstellung und Kartierung der Fibeln des Schemas für den Raum des Deutschen Kaiserreiches erfolgte 1911 durch Robert Beltz. Eine präzisere formale und chronologische Einordnung der Fibeln des Schemas erfolgte in den 1970er Jahren durch Hartmut Polenz und Werner Ernst Stöckli.
Diese Einordnung erlaubt es, das Schema nochmals in zwei Varianten einzuteilen. So wird in der Mittellatènezeit zwischen einer älteren Variante der Fibeltypen des Mittellatèneschema (Lt C1, ca. 260 – 220 v. Chr.) und einer jüngeren Variante (Lt C2, ca. 220 – 120 v. Chr.) unterschieden. Laut Polenz weisen die Fibeln aus Lt C1 eine deutlich höhere Einzelvariantenvielfalt auf, als die späteren aus Lt C2, die ein vergleichsweise sehr regelhaftes Erscheinungsbild haben.
- Lt C1: Typisch für Mittellatènefibeln aus Lt C1 sind ein gleichmäßig recht hoch geschwungener, segmentförmiger oder rahmenartig geknickter Bügel und ein sehr langer rechteckig-trapezförmiger Fibelfuß. Eine klammer- oder kugelartige Manschette fixiert das Schlussstück des Fußes am Bügel. Die Spiralen der Lt C1 Fibeln sind beidseitig, in der Regel vier- bis sechschleifig und haben zu aller meist eine obere Sehne.

- Lt C2: Die Mittellatènefibeln aus Lt C2 zeichnen sich durch Bügel aus, die zum Fuß hin geneigt und oft asymmetrisch sind. Der Fuß ist deutlich kürzer und weist eine spitzwinklig-dreieckige Form auf. Die Manschette zur Fixierung des Fußes am Bügel sitzt hier weiter in Richtung der Spirale. Die Spirale ist ebenfalls beidseitig, besitzt meist vier bis sechs, aber auch acht bis zwölf oder gelegentlich sogar mehr Windungen. Auch hier ist eine obere Sehne die Regel.

- Lt D und frühe römische Kaiserzeit: Fibeln vom Mittellatèneschema halten sich bis in die Spätlatènezeit und sogar bis in die frühe römische Kaiserzeit. Diese weisen jedoch als charakteristisches Merkmal eine untere Sehne auf und werden als „Pseudo-Mittellatènefibeln“ bezeichnet.[5]

Fibeln vom Mittellatèneschema weisen eine äußerst weite Verbreitung auf. Sie finden sich im gesamten Einflussgebiet der Latènekultur und auch weit über dieses hinaus. Die Verbreitung reicht von der iberischen Halbinsel im Westen bis hin nach Vorderasien und Südrussland im Osten. Selbst vom Forum Romanum in Rom sowie von Sizilien und aus Kalabrien sind Fibeln vom Mittellatèneschema bekannt.